# Ґурбукс Сінґг
Ґурбукс Сінґг (11 лютого 1935) — індійський хокеїст на траві.
Олімпійський чемпіон 1964 року, бронзовий призер 1968 року.
Переможець Азійських ігор 1966 року.